# Region Południowo-Wschodni (Rumunia)
Południowo-wschodni region rozwoju (rum. Regiunea de dezvoltare Sud-Est) jest jednym z 8 regionów rozwoju Rumunii. W granicach regionu znajduje się następujące okręgi:
- Okręg Braiła (rum. Brăila)
- Okręg Buzău
- Okręg Konstanca (rum. Constanța)
- Okręg Gałacz (rum. Galați)
- Okręg Tulcza (rum. Tulcea)
- Okręg Vrancea